# Kong (groupe)
Kong est un groupe de metal progressif d'avant garde et instrumental néerlandais,  originaire d'Amsterdam. Formé en 1988, le groupe emprunte des éléments à d'autres styles parmi lesquels le rock, l'electronica ou la musique industrielle. Le groupe est aussi en particulier connu pour utiliser un agencement particulier lors de ses concerts joués en quadriphonie, chaque musicien disposant de sa propre scène et son propre système d'amplification.

## Biographie

### Première période (1988–2000)
Kong est formé en 1988 à Amsterdam comme projet parallèle par Dirk DeVries, Mark Drillich et Rob Smits. Ils sont rapidement rejoints par Aldo Sprenger. Leur premier album, intitulé Mute Poet Vocalizer, sort en 1990. Le groupe sort l'album Phlegm (1992), et joue au Dynamo Open Air, et au Lowlands Festival en 1993 avant le départ en 1995 de Sprenger et Smits. Cette même année, le groupe publie l'album Push Comes to Shove.
En 1997, l'album Earmined sort au label Roadrunner Records. Après la sortie de Freakcontrol en 1999, le groupe cesse toute activité. En 2001, Peaceville Records publie leur compilation 88•95 en 1991. 

### Retour (depuis 2007)
En 2007, Mark Drillich reforme le groupe avec trois nouveaux musiciens. En 2009, ils publient un nouvel album, What It Seems is What You Get, sur leur propre label, Kongenial. En 2012, ils sortent un nouvel album et se produisent dans le cadre du Roadburn Festival. Le batteur Mandy Hopman est remplacé l'année suivante par Oscar Alblas. L'album Stern sort en 2014.

## Membres

### Membres actuels
- Mark Drillich - basse (1988-2000, depuis 2007)
- Tijs Keverkamp - guitare (depuis 2007)
- David Kox - guitare (depuis 2008)
- Oscar Alblas - batterie (depuis 2013)

### Anciens membres
- Rob Smits - batterie (1988-1995)
- Aldo Sprenger - guitare (1988-1995)
- Dirk DeVries - guitare, samples (1988-2000)
- Rob Snijders (Celestial Season, Anneke van Giersbergen, Agua de Annique, Garcia Plays Kyuss) - batterie (1995-1998)
- Marieke Verdonk - guitare (1995-2000)
- Klaas Broekema - batterie (1998-2000)
- Mandy Hopman - batterie (2007-2013)

### Membres live
- Stef Brok (Textures, Exivious) - batterie (2013)

## Discographie

### Albums studio
- 1990 : Mute Poet Vocalizer
- 1992 : Phlegm
- 1995 : Push Comes to Shove
- 1997 : Earmined
- 1999 : Freakcontrol
- 2009 : What it Seems is What You Get
- 2012 : Merchants of Air
- 2014 : Stern
- 2023 : Traders of Truth

### Albums live
- 2012 : Live at FZW
- 2014 : Live 89-99

### Compilation
- 2001 : 88•95